# Мар'ян оп ден Велде
Мар'ян оп ден Велде (нід. Marjan op den Velde, 9 січня 1971) — нідерландська ватерполістка.
Учасниця Олімпійських Ігор 2000 року.
Чемпіонка світу з водних видів спорту 1991 року.